# Pistes de contextualització
Pistes de contextualització o apunts de contextualització és un terme encunyat pel lingüista i antropòleg John Gumperz, en el marc de la seva teoria de la inferència conversacional, que explica com la comprensió mútua s'aconsegueix amb la interacció en la vida social. Gumperz defensa que la diversitat lingüística no és només un fet del comportament, sinó un instrument de comunicació.

## Descripció
Per a Gumperz, les pistes de contextualització són mecanismes de senyalització que fan servir els parlants per indicar un certa intenció en el discurs. Per exemple, si diem, "Quin vestit més bonic!" segons com es pronuncia, l'emissor ja indica si realment ho diu en positiu, és a dir, en el sentit que realment li agrada el vestit, o en el sentit contrari, en un to sarcàstic, perquè el vestit no li agrada gens. Els usos i interpretacions de pistes contextualitzadores o convencions de contextualització són compartits de forma profunda pels antecedents culturals dels individus. Les pistes contextualitzadores inclouen trets del llenguatge, és a dir, els elements de l'estructura lingüística com les paraules i la sintaxi, juntament amb les característiques paralingüístiques com el to, el ritme, el riure, i els senyals no verbals,que són omnipresents en la interacció i se n'utilitzen diverses alhora (Gumperz 1982:132).
Gumperz va ser el primer a estudiar aquest fenomen. D'acord amb l'investigador, tothom necessita fer servir aquestes pistes de contextualització o estratègies de comunicació, però no es fa conscientment. En un acte de comunicació, quan els participants coneixen aquests senyals, el procés d'interpretació del missatge té més garanties d'èxit. Per contra, si en un acte comunicatiu, on aquests senyals són compartits per tots els participants, hi ha algú que no els segueix, el missatge no s'entendrà i aquest parlant serà considerat poc amable, mal educat, o fins i tot, impertinent. I, alhora, quan es fa servir un d'aquests senyals i algú dels receptors no el sap interpretar, també tindrà el mateix efecte per a tota la resta de participants (Gumperz:1982:131).

## Alguns exemples
Gumperz, a la seva obra Discourse strategies, fa servir un exemple d'interacció en el context d'una entrevista, en què l'estil lingüístic utilitzat per l'entrevistador no es correspon amb l'esperat per l'interlocutor. L'entrevistador és un estudiant afroamericà graduat en psicologia de l'educació i va a casa d'una família d'un barri humil per tal d'entrevistar la senyora. Quan l'entrevistador toca el timbre, l'atén el marit:
- Marit: Així, véns a fer-li un cop d'ull a la meva dona, eh?
- Entrevistador: Ah, no. Només vinc a demanar-li alguna informació. M’han enviat de l'oficina.

És evident que el to del marit és en estil informal, marcant la seva interacció d'amigable, mentre que l'estil en què li respon l'entrevistador és més formal i és el que marcarà la pauta de l'entrevista. Com a conseqüència, l'entrevistador informa de forma no directa que l'entrevista s'ha realitzat en un to «dur», i de fet, la interlocutora no s'hi va sentir còmoda (Gumperz 1982: 133).
D'altra banda, Amparo Tusón, fins i tot, arriba a la conclusió que aquestes pistes de contextualització poden tenir valors diferents per a homes i dones. Per exemple, en una conversa, el «sí» femení tindria una interpretació del tipus «t'estic escoltant» mentre que el «sí» masculí, se sol referir a «hi estic d'acord» (Tusón:1988:142).

## Reptes de futur
En les trobades interculturals, on els participants no comparteixen coneixements previs (back-ground knowledge), fins i tot, en les interaccions que impliquen una bona intencionalitat dels participants que obertament busquen aconseguir una comprensió intercultural, els usos i interpretacions divergents de pistes de contextualització poden crear malentesos. I aquesta manca de comunicació, juntament amb la ruptura de les trobades interculturals, poden donar com a resultat el trencament del coneixement d'aquestes convencions de contextualització entre cultures, i poden contribuir a problemes socials entre els diversos orígens ètnics, a la perpetuació d'estereotips, i a la diferència d'accés a les oportunitats. Els erudits en camps com la lingüística, l'antropologia i la comunicació es fixen en aquest concepte per estudiar les trobades interculturals; també s'utilitza per explorar la relació conversacional en els marcs comuns d'interacció, alhora que se'n creen de nous quan es comparteixen fonts culturals i convencions.
Per eludir la falta de comunicació intercultural en el diàleg, és útil aprendre sobre els diferents contextos culturals en les convencions de grups de contextualització, així com per comunicar-se obertament dins la pròpia cultura. Actualment, la investigació continua intentant aclarir com els usos de pistes de contextualització divergeixen entre els diferents grups culturals, fins i tot, en contextos quotidians clau com l'educació, els negocis o la medicina.